# 格蘭·羅森邁耶
格蘭·羅森邁耶（英語：Grant Mandel Rosenmeyer，1981年7月3日—）是美國的一位演員和編劇。他最著名的作品包括天才一族以及在福斯廣播公司情景喜劇Oliver Beene。羅森邁耶現在居住在洛杉磯。